# Sinocyclocheilus oxycephalus
Sinocyclocheilus oxycephalus är en fiskart som beskrevs av Li, 1985. Sinocyclocheilus oxycephalus ingår i släktet Sinocyclocheilus och familjen karpfiskar. Inga underarter finns listade i Catalogue of Life.